# Torrescárcela
Torrescárcela község Spanyolországban, Valladolid tartományban. Torrescárcela Cuéllar, Viloria, San Miguel del Arroyo, Montemayor de Pililla, Cogeces del Monte és Bahabón községekkel határos. Lakosainak száma 164 fő (2024).

## Népesség
A település népessége az utóbbi években az alábbiak szerint változott:
| Lakosok száma | 163  | 164  | 172  | 159  | 173  | 168  | 160  | 154  | 161  | 164  |
|               | 2001 | 2004 | 2007 | 2009 | 2012 | 2014 | 2017 | 2019 | 2022 | 2024 |